# 尤英 (內布拉斯加州)
尤英（英語：Ewing）是位於美國內布拉斯加州霍爾特縣的村。

## 人口
根據2020年美國人口普查的數據，尤英的面積為1.15平方千米，皆為陸地。當地共有人口373人，而人口密度為每平方千米324人。